# Siegfried Stark
Pour les articles homonymes, voir Stark.
Siegfried Stark (né le 12 juin 1955 à Rehna) est un athlète est-allemand, spécialiste du décathlon.
Il est quatrième lors des Championnats d'Europe juniors de 1973.
Il remporte à deux reprises le bronze lors des Championnats d'Europe, ceux de 1978 et de 1982. Il participe deux fois aux Jeux olympiques. Son meilleur résultat est de 8 534 points obtenu en mai 1980 à Halle.